# Paşalı, Feke
Paşalı là một xã thuộc huyện Feke, tỉnh Adana, Thổ Nhĩ Kỳ. Dân số thời điểm năm 2009 là 1.201 người.